# Gino Mattiello
Gino Mattiello (fl. XX secolo) è stato un sollevatore italiano.

## Biografia
Gareggiava nella classe di peso dei pesi massimi leggeri (82.5 kg).
Partecipò ai Giochi olimpici di Anversa 1920, nei pesi massimi-leggeri, chiudendo 6º con 235 kg totali alzati, dei quali 60 nello strappo ad una mano, 70 nello slancio ad una mano e 105 nello slancio.